# Dziarnowo (Mazovie)
Pour les articles homonymes, voir Dziarnowo.
Dziarnowo (prononciation : [d͡ʑarˈnɔvɔ]) est un village polonais de la gmina de Stara Biała dans le powiat de Płock de la voïvodie de Mazovie dans le centre-est de la Pologne.
Il se situe à environ 8 kilomètres au nord de Płock (siège du powiat) et à 100 kilomètres au nord-ouest de Varsovie (capitale de la Pologne).

## Histoire
De 1975 à 1998, le village appartenait administrativement à la voïvodie de Płock.